# 比視感度

明所視（黒線）と暗所視（緑線）の分光視感効率。明所視には、CIE1924標準（実線）、Judd–Vos1978修正（破線）、Sharpe, Stockman, Jagla, Jägle2005（点線）がある。横軸は波長で単位はnm。

分光視感効率（ぶんこうしかんこうりつ, 英: spectral luminous efficiency）または比視感度（ひしかんど, 英: luminous efficiency function）とは、ヒトの目が光の各波長ごとの明るさを感じる度合いを数値で表したものである。最大値を1として正規化された数値であり、比率（度合い）であるため単位は存在しない。
分光視感効率は、数学的にいえば波長の関数（英: function）であり、しばしば分光視感効率関数と呼ばれる。また、分光視感効率は数表あるいはグラフで表されるが、グラフにした場合は山形の曲線になるため、分光視感効率曲線（または比視感度曲線）と呼ばれることもある。
分光視感効率は、光や色を客観的な数値として計測する測光・測色の計算の土台として使用される。ただし、視覚には個人差があり、分光視感効率は複数の被験者を使った実験に基づいた平均的な人の視覚の特性と言える。これは標準観察者（英: standard observer）という架空の人物の特性と表現される。
また、さまざまな条件で実験研究が行われ、視野の大きさが2度や10度の視角のものや、明るい光量レベルの明所視、暗いレベルでの暗所視など、さまざまな種類の分光視感効率関数が存在している。それらの中で最も一般的で普及しているものは、1924年に国際照明委員会（CIE）が定めた{\displaystyle V(\lambda )}と呼ばれる2度視野における明所視標準分光視感効率という最も古いものである。特に指定がない場合、単に分光視感効率といえば一般的にこの明所視標準分光視感効率のことを指す。

## 日本語の名称について
日本では分光視感効率と比視感度という2つの用語が使われているが、同じ意味の別名である。もともとは比視感度という用語が一般的だったが、平成4年（1992年）に経済産業省令「計量単位規則」において分光視感効率という用語が使用された。2019年に発表された日本工業規格JISZ8785においても「分光視感効率」の用語が使用されている。そのため、現在では「分光視感効率」が公式な名称と考えられるが、旧名称である「比視感度」も広く使用され続けている状況である。
1997年発行の山中俊夫「色彩学の基礎」には以下の記述がある。
色彩学などでは現在「分光視感効率」が使われ、古い用語である「比視感度」は使われなくなっているものの、別名として紹介されることもある。2007年発行の篠田博之・藤枝一郎「色彩工学入門」には以下の記述がある。
また、2020年発行の色彩検定問題集には以下の記述がある。
照明学会では、ウェブサイトで用語解説として以下のように記載し、「比視感度」の専門的な言い方が「分光視感効率」であるとしている。
建築士試験では古くからの名称である「比視感度」「比視感度曲線」の用語が使われており、旧名称は現在も広く使用され続けている。

## 分光視感効率
ヒトの目が最大感度となる波長での感じる強さを "1" として、他の波長の明るさを感じる度合いをその比となるよう、1以下の数で表したものである。
明るい所では555nm（ナノメートル）付近の光を最も強く感じ、暗いところでは507nm付近の光を最も強く感じるとされる。国際照明委員会（CIE）と国際度量衡総会によって、ヒトの分光視感効率の平均から世界標準となる標準分光視感効率（または標準比視感度）が規定されている。標準分光視感効率には明所視標準分光視感効率（または明所視標準比視感度）V(λ)と暗所視標準分光視感効率（または暗所視標準比視感度）V′(λ)がある。

## 視感度
視感度とは、人間の目が波長ごとに光を感じ取る強さの度合を表すものであり、また、波長ごとに光を感じ取る強さが異なるという現象全体を指す。
ヒトが光の波長によってその強度の感じ方が異なるということは、純物理量としての光の量、例えば光子の量とヒトが感じる明るさには波長によって差が生じる事を意味しており、例えば、明るいところで青色の450nmの波長の1,000個の光子を目に受けた時に感じる光の強さは、緑色の555nmの波長の38個の光子を目に受けた時に感じる光の強さに等しくなり、同様に赤色の700nmの波長の1,000個の光子を目に受けた時に感じる光の強さは、緑色の555nmの波長の4個の光子を目に受けた時に感じる光の強さに等しくなる。
また、ヒトの目には主に明るい環境で機能する錐体細胞と主に暗い環境で機能する桿体細胞という2種類の視細胞があり、それぞれの視感度の特性は異なる。
日本国では、波長360nm～830nmの5nmごとの分光視感効率の数表が、「計量単位規則」経済産業省令第4条別表に規定されている。
天体観測に使用される測光システムであるジョンソンのUBVシステムではヒトの比視感度に近い分光透過特性を持ったフィルターがVフィルターとして規定されている。

## 最大視感度
最大視感度とは、視感度の最大となる光の波長である。明るい場所では、多くのヒトが波長555nmで視感度が最大となるため明所最大視感度は波長555nmとされる。555nmでの視感度は683lm/Wとされる。

## 標準の改良
CIE1924明所視標準分光視感効率V(λ)は、CIE1931等色関数にy(λ)として含まれているが、その後の実験により、短波長で値が低すぎることが分かった。そこで、{\displaystyle V(\lambda )}を改良して人間の視覚をより正しく表すようにする試みが行われてきた。1951年にディーン・B・ジャッドが改良版をつくり、それを1978年にVosが改良し、CIE1988修正2度視野分光視感効率 {\displaystyle V_{M}(\lambda )}として採用された。また、近年では、Stockman & Sharpe の錐体の原理に基づく等色関数(2000)から、Sharpe, Stockman, Jagla, Jägle 分光視感効率(2005) が開発された。これらの曲線は上の図に表示されている。
Stockman & Sharpe はその後、日光下での色順応の影響を考慮した改良関数を2011年に作成した。2008年の彼らの研究では、「発光効率またはV(l)関数は色順応によって劇的に変化する」ことが明らかになった。

## 純物理量と心理物理量
放射量とは、光の強度を表す数量の総称である。放射量は、人の知覚や明暗感覚といったものにはそのまま対応しない。たとえば赤外線や紫外線は放射エネルギーを持つが、人にはまったく明るさとして見えない。そこで、放射量は純粋な物理量という意味で、純物理量と呼ばれる。これに対し測光量は、人の感じる明るさを表す数量の総称である。これは、放射量に人の分光感度を考慮して計算したもので、物理量ではあるが人の感じ方が加味されているという意味で、心理物理量と呼ばれる。
国際単位系では波長555nmでの視感度683lm/Wを最大視感度とする「明所視分光視感効率」を純物理量に乗じて光束、光度、照度、輝度、光量といった心理物理量にしている。
| 放射量 （純物理量） | 測光量 （心理物理量） |
| 放射束 W            | 光束 lm               |
| 放射強度 W/sr       | 光度 cd               |
| 放射輝度 W/sr・m2   | 輝度 cd/m2            |
| 放射照度 W/m2       | 照度 lx               |
| 放射発散量 W/m2     | 光束発散量 lm/m2      |
| 放射エネルギー J    | 光量 lm・s            |

## 光に関わる国際単位系
| 測光量         | SI単位                                 | SI単位 | 備考                         |
| 測光量         | 名称                                   | 記号   | 備考                         |
| -------------- | -------------------------------------- | ------ | ---------------------------- |
| 光度エネルギー | ルーメン秒                             | lm⋅s   | 放射量における放射エネルギー |
| 光束           | ルーメン（またはカンデラステラジアン） | lm     | 放射量における放射束         |
| 光度           | カンデラ                               | cd     | 放射量における放射強度       |
| 輝度           | カンデラ毎平方メートル                 | cd/m2  | 放射量における放射輝度       |
| 照度           | ルクス（またはルーメン毎平方メートル） | lx     | 放射量における放射照度       |
| 光束発散度     | ルクス（またはルーメン毎平方メートル） | lx     | 放射量における放射発散度     |
| 視感効果度     | ルーメン毎ワット                       | lm/W   |                              |
| 発光効率       | ルーメン毎ワット                       | lm/W   | ランプ効率とも呼ぶ           |